# Купрись Петро Михайлович
Купрись Петро Михайлович (1933, Костомолоти — 17 листопада 2002) — український поет, перекладач.

## Біографія
Народився 1933 р. у с. Костомолоти (Біло-Підляський повіт). Дитинство минуло у с. Струмівка біля Луцька. У 1957 р. родина повернулася до с. Костомолоти. Закінчив загальноосвітній ліцей у Білій Підляській (1951), потім вивчав російську філологію в університеті (1951—1955).
Працював учителем. У 1966 р. переїхав до Любліна, викладав російську мову в Рільничій академії.

## Творчий доробок
Писав вірші з 1957 р., перекладав «Кобзаря» Т. Шевченка, «Енеїду» І. Котляревського. Друкувався в «Українському календарі», польських журналах «Kamena» i «Sztandar Ludu» (Люблін). Похований на православному кладовищі в Любліні.

## Інтернет-ресурси
- Явище європейського виміру